# Sprossender Bärlapp
Der Sprossende Bärlapp (Spinulum annotinum (L.) A.Haines, Syn.: Lycopodium annotinum L.), auch Wald-Bärlapp oder Schlangen-Bärlapp genannt, ist eine Pflanzenart aus der Gattung Spinulum innerhalb der Familie der Bärlappgewächse (Lycopodiaceae).

## Beschreibung

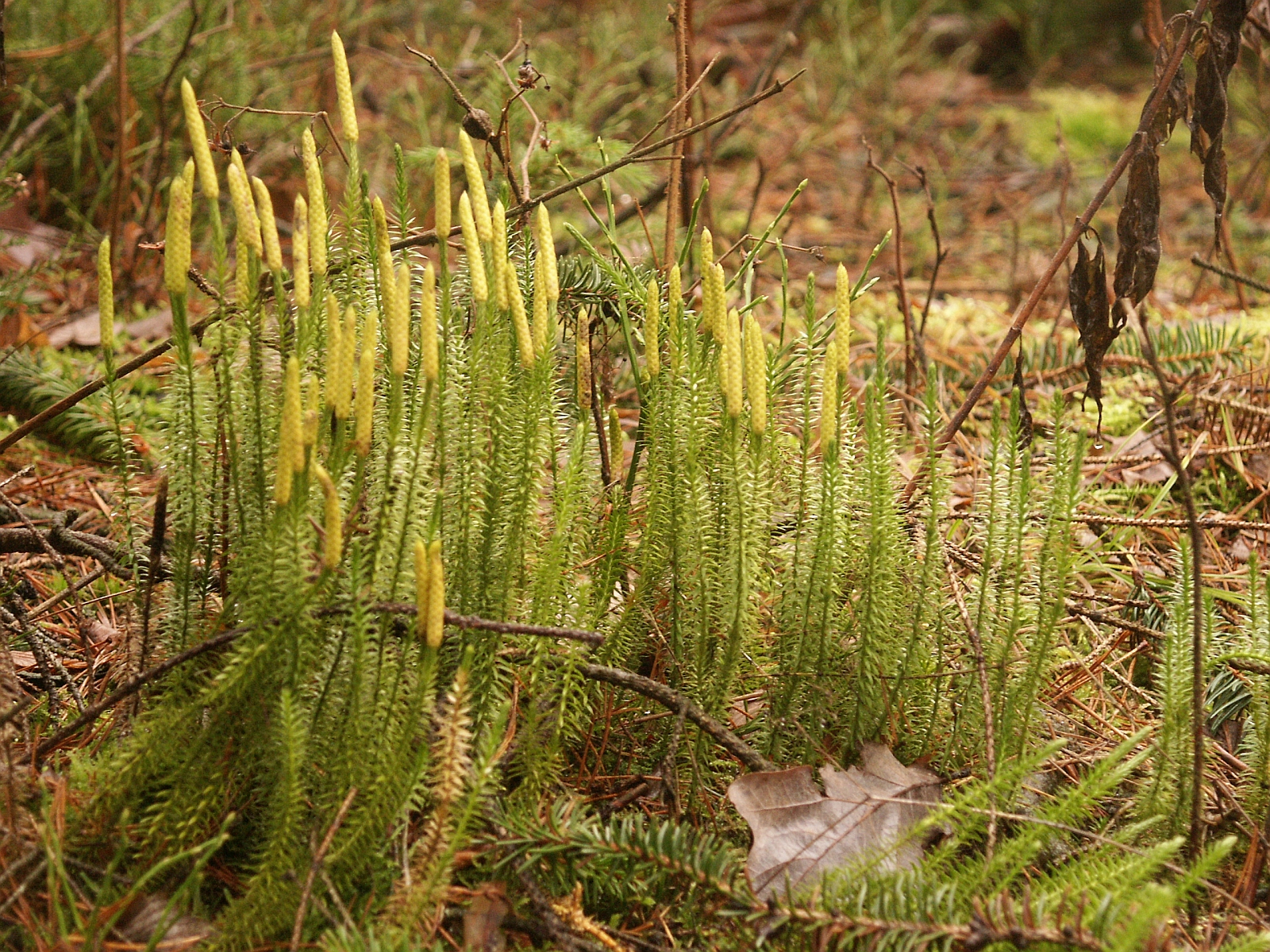
Sprossender Bärlapp (Lycopodium annotinum)

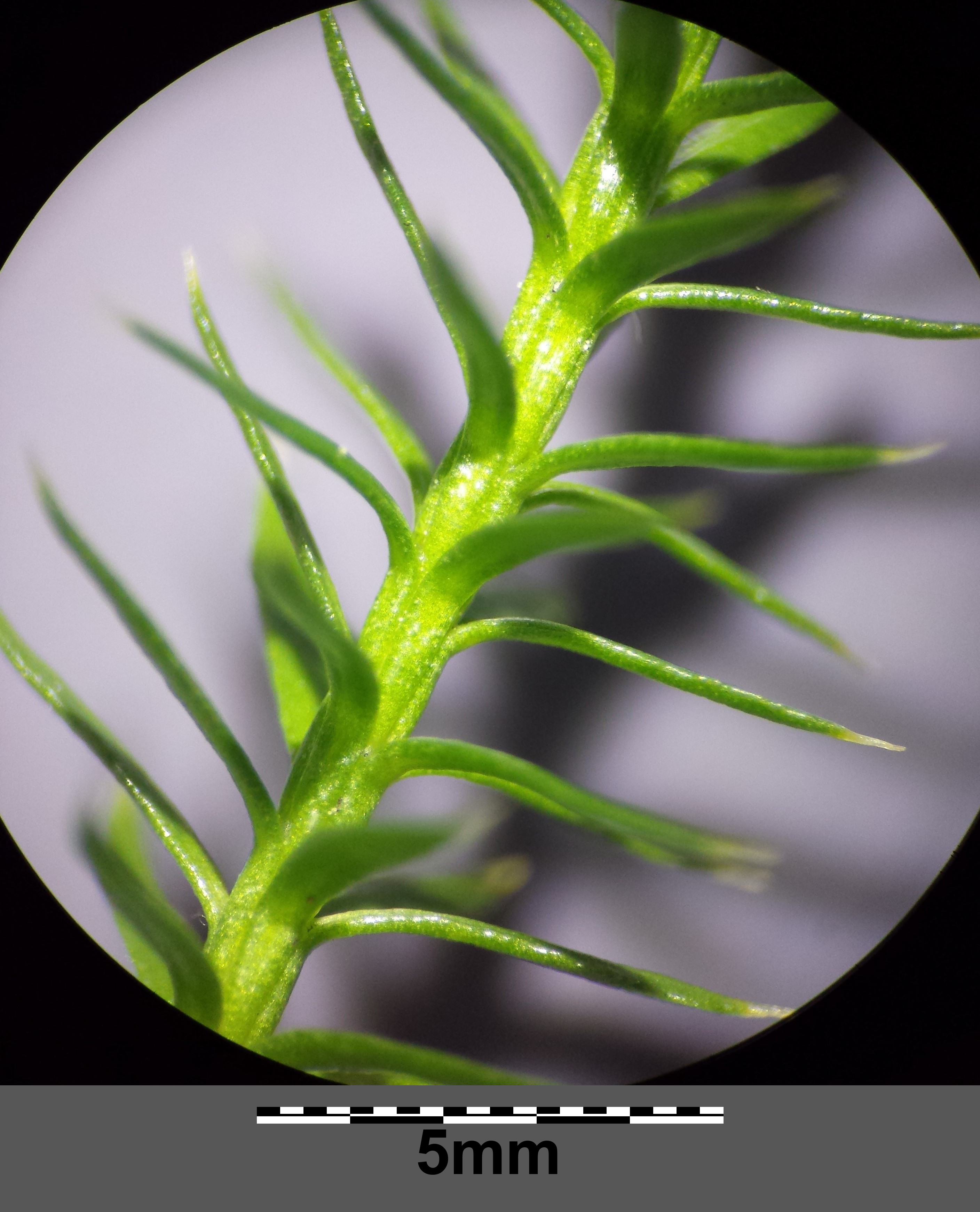
Spross mit herablaufenden Laubblättern

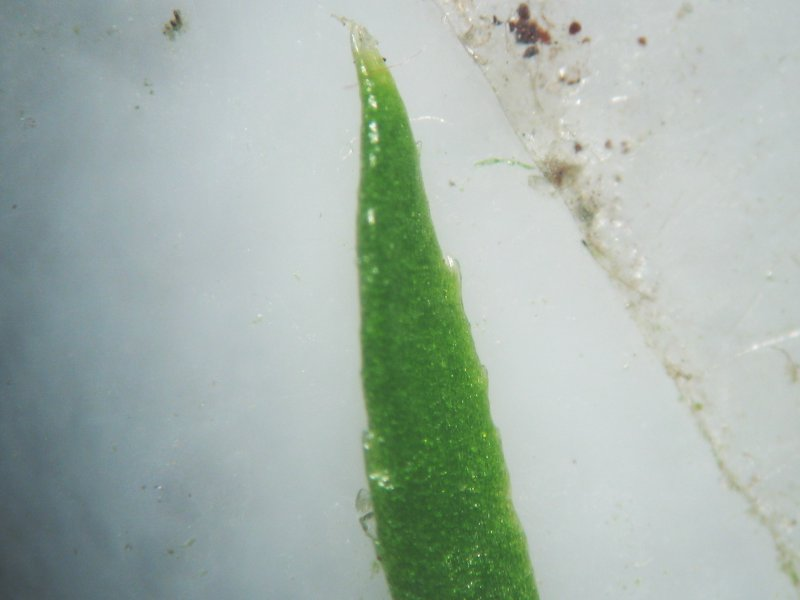
Detail einer gezähnten Blattspitze

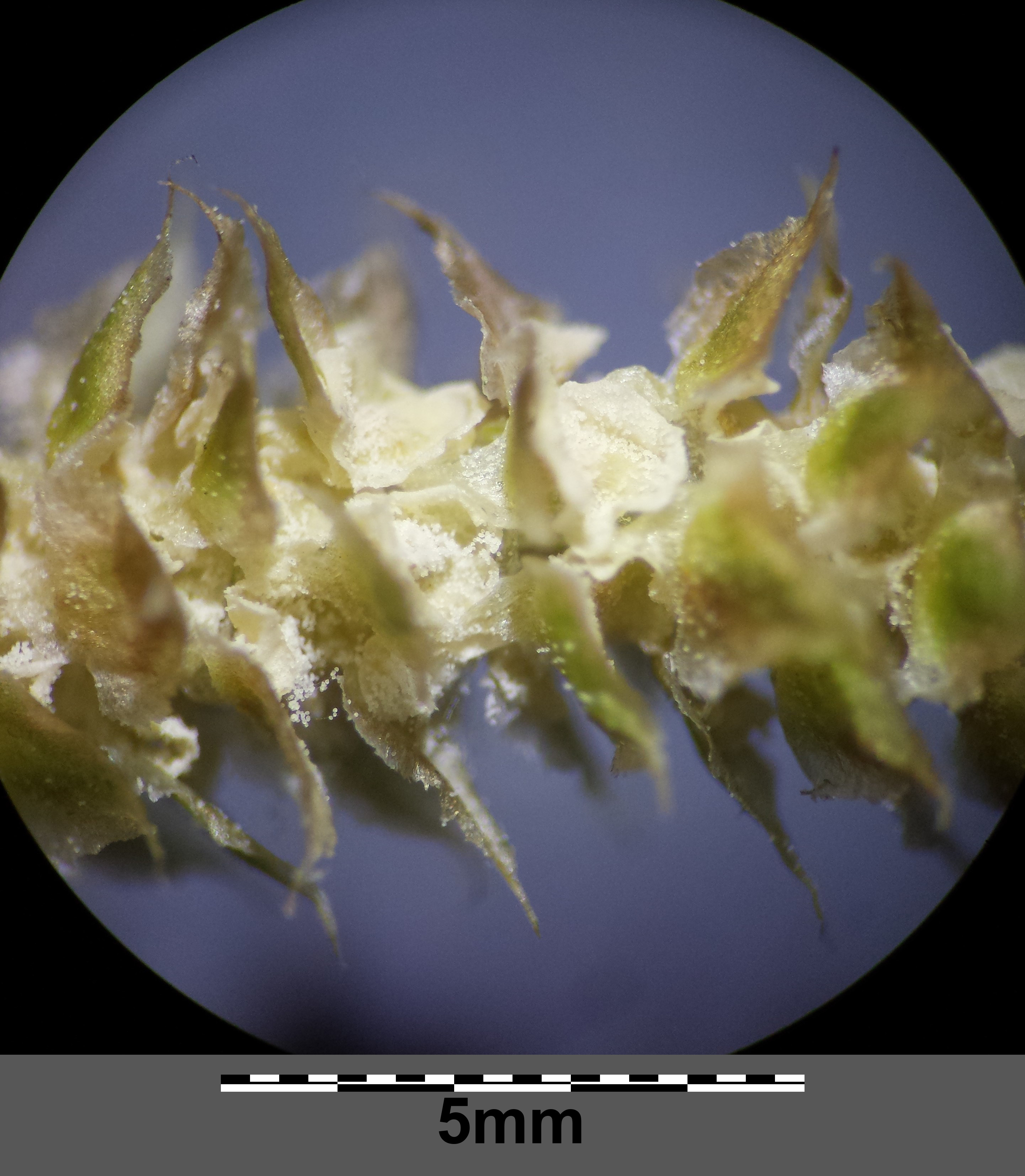
Sporophyllstand (Ausschnitt)

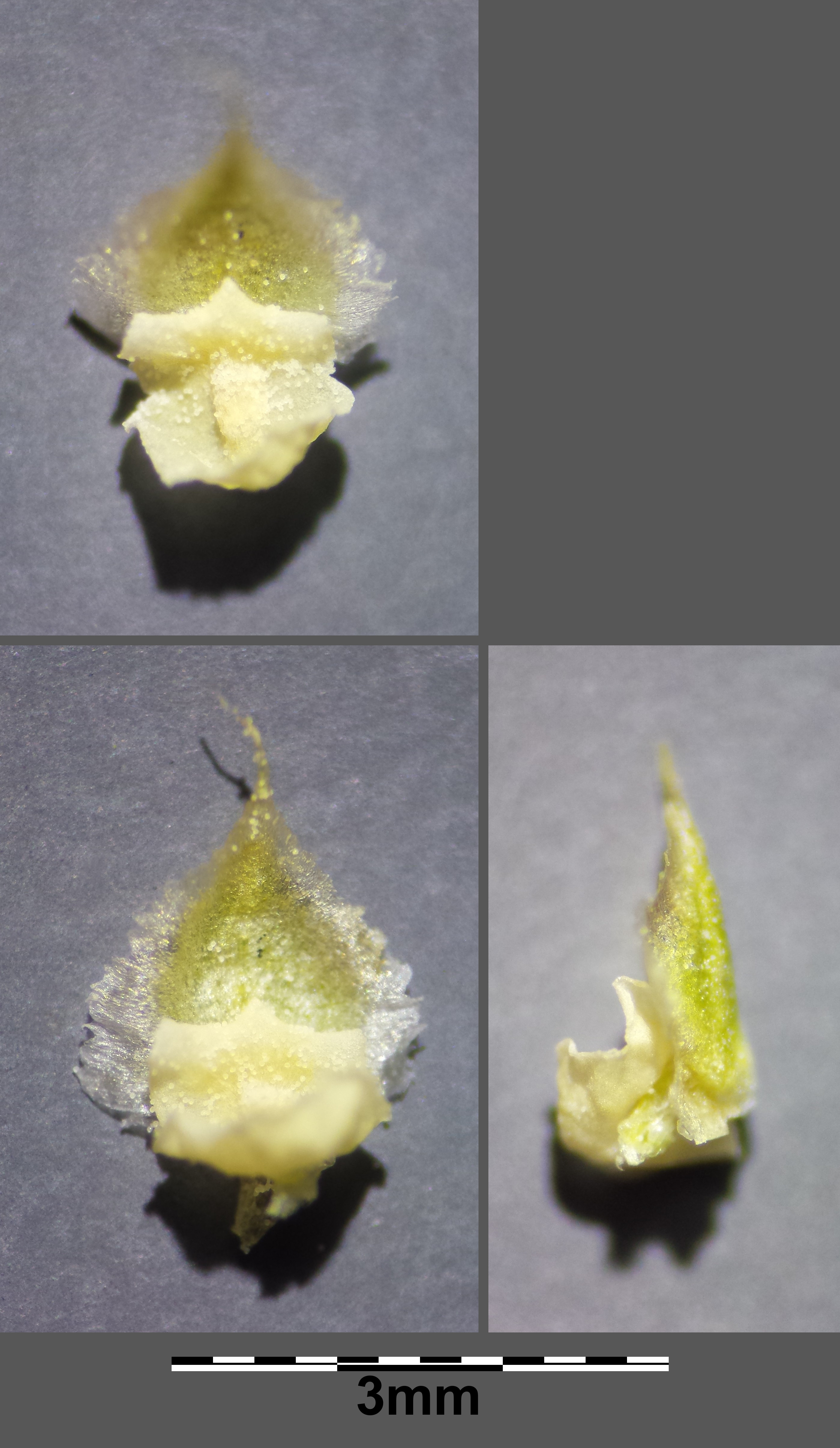
Sporophyll mit einem Sporangium

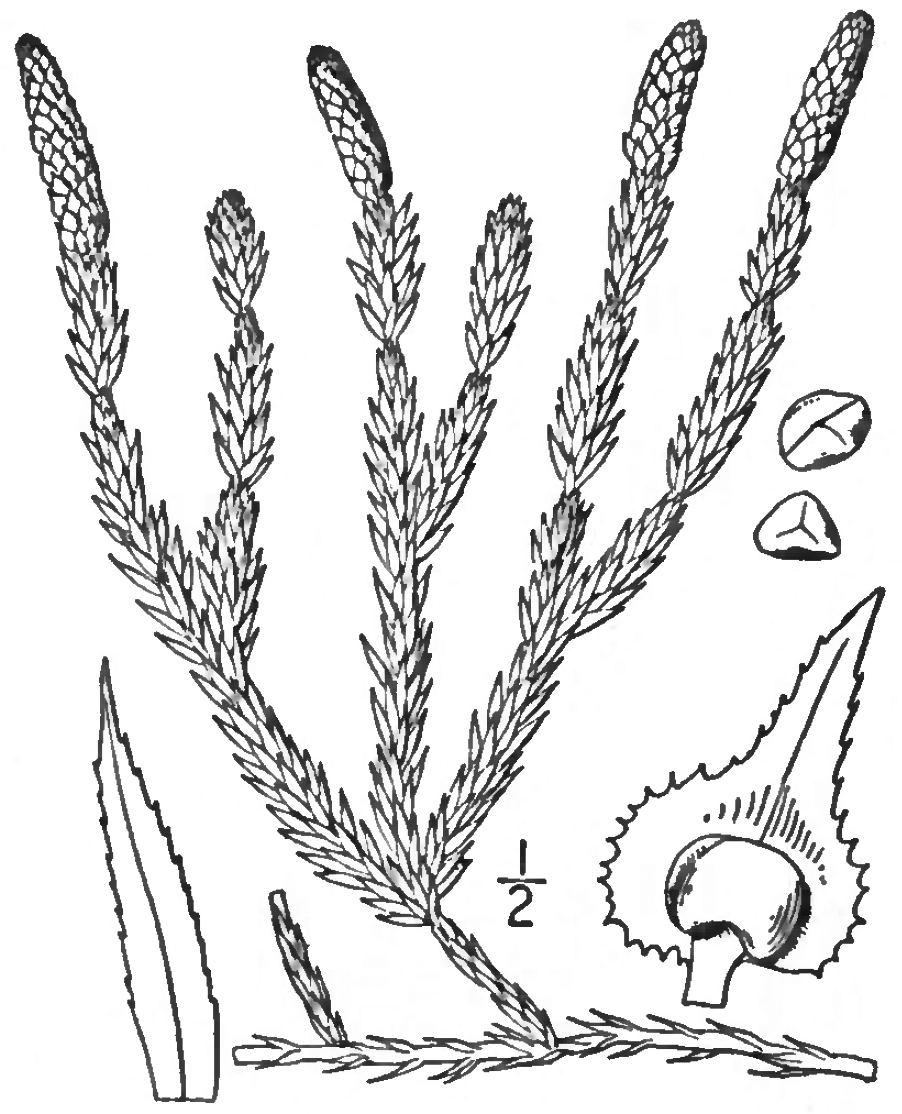
Illustration

Der Sprossende Bärlapp wächst als immergrüne, ausdauernde krautige Pflanze. Die oberirdisch kriechende Sprossachse kann bis zu drei Meter lang werden und ist stielrund. Aus dieser wachsen 10 bis 30 Zentimeter lange aufsteigende Seitensprossachsen empor, die einen dicht beblätterten, unmittelbar aufsitzenden Sporophyllstand tragen können. Die spiralig angeordneten, fast waagerecht abstehenden oder zurückgekrümmten Blätter der aufsteigenden Triebe ähneln den Nadelblättern von Nadelbäumen. Die Blätter sind 5 bis 8, selten bis zu 11 Millimeter lang sowie 1 bis 1,5 Millimeter breit, erscheinen relativ starr, enden scharf zugespitzt und sind jung ganzrandig und später fein gesägt. Die einzelnen Sporophyllstände sitzen unmittelbar am Laubsproß, sie sind 2 bis 4 Zentimeter lang und 3 bis 4 Millimeter breit. Die weiß häutig berandeten Sporophylle sind am Grund herzförmig, bei einer Länge von etwas 3 Millimetern sowie einer Breite von etwa 3 Millimetern kurz-eiförmig bis länglich-eiförmig mit lang zugespitztem oberen Ende und sind zuerst hell-gelb und später hell-braun. Die Sporangien sind nierenförmig.
Der Sprossende Bärlapp bildet sichtbare Sporophyllstände zwischen August und September aus.
Die Chromosomenzahl beträgt 2n = 68.

## Ökologie und Lebenszyklus
Dieser krautige Chamaephyt breitet sich vorwiegend vegetativ durch flach im Boden wachsende Rhizome aus. Der Sprossende Bärlapp bildet so große Bestände, die mehr als 250 Jahre alt sein können.
Die Sporophyllstände fallen nach der Sporenreife ab. Danach werden im neuen Jahr neue Frühlingsblätter gebildet und es entstehen deutlich Jahrestriebe. Daher auch das Artepitheton annotinum, was „alljährlich“ bedeutet.
Die Diasporen sind die Sporen.
Die Prothallien sind langlebig; sie bilden erst nach 12 bis 15 Jahren Gametangien. Die Sporen keimen, nachdem sie 6 bis 7 Jahre im Boden gelegen haben.

## Vorkommen
Der Sprossende Bärlapp besitzt die weiteste Verbreitung aller Bärlappgewächse mit circumpolaren vorkommen auf der Nord- und Südhalbkugel. Der Sprossende Bärlapp besiedelt die gemäßigten und borealen Zonen der Nordhalbkugel in Eurasien und in Nordamerika. In Asien gibt Fundorte im nordöstlichen Indien, in Bhutan, Nepal, Russland, Korea, Japan, Taiwan und in den chinesischen Provinzen Chongqing, Gansu, Heilongjiang, Hubei, Jilin, Liaoning, Shaanxi sowie Sichuan. In Europa erstreckt sich sein Verbreitungsgebiet von Norwegen bis zu den Alpen, zum Apennin, zu den Karpaten und bis Kroatien, selten kommt er auch in den Pyrenäen vor sowie in Westfrankreich; im südlichen Teil von England, im mittleren und nördlichen Teil Russlands tritt er zerstreut auf. Der Sprossende Bärlapp hat Vorkommen in fast allen Ländern Europas und fehlt nur in Portugal, Spanien, Irland, Moldau, Serbien, Bulgarien, Nordmazedonien, Griechenland und im europäischen Teil der Türkei.
Als Charakterart der Nadelwälder der Nordhalbkugel erreicht der Sprossende Bärlapp in Deutschland den westlichen Teil seines kontinuierlichen Areals.
In Österreich ist der Sprossende Bärlapp mäßig häufig, in den deutschen Bundesländern ist er selten bis sehr selten; in den meisten Bundesländern ist er wegen seiner Seltenheit auf der Roten Liste der Gefäßpflanzen als „gefährdet“ oder „stark gefährdet“ eingestuft. Der Sprossende Bärlapp ist durch die BArtSchV und durch die FFH-Richtlinie Anhang V der Europäischen Union besonders geschützte Art der Gefäßsporenpflanzen. In der Roten Liste der gefährdeten Pflanzenarten in Deutschland ist der Sprossende Bärlapp unverändert nach Roten Liste 1998 auch bei Metzing et al. 2018 in der Gefährdungskategorie V = „Vorwarnliste“, da er mäßig häufig ist und nur ein mäßiger Rückgang erfolgt. Der Sprossende Bärlapp ist in der Schweiz vollständig geschützt und gilt als LC = „nicht gefährdet“.
In den Alpen steigt er meist bis zu einer Höhenlage von 1800 Metern auf, doch gelegentlich (bei Flitsch in der Schweiz) auch bis 2830 Meter. In den Allgäuer Alpen steigt er im Tiroler Teil an der Rohnenspitze bei Zöblen bis zu 1970 Meter auf.
Der Sprossende Bärlapp kommt in feuchten, bodensauren, schattigen Wäldern, insbesondere in Nadel-, Moor- und Buchenwäldern, zudem selten in Zwergstrauchheiden, vor. Er ist pflanzensoziologisch eine Charakterart der Ordnung Piceetalia.
Die ökologischen Zeigerwerte nach Landolt et al. 2010 sind in der Schweiz: Feuchtezahl F = 4w (sehr feucht aber mäßig wechselnd), Lichtzahl L = 2 (schattig), Reaktionszahl R = 1 (stark sauer), Temperaturzahl T = 2 (subalpin), Nährstoffzahl N = 1 (sehr nährstoffarm), Kontinentalitätszahl K = 3 (subozeanisch bis subkontinental).

## Systematik
Die Erstveröffentlichung erfolgte 1753 unter dem Namen Lycopodium annotinum durch Carl von Linné in Species Plantarum, Tomus II, Seite 1103. Die Gattung Spinulum A.Haines wurde 2003 durch Arthur Haines mit der Neukombination zu Spinulum annotinum (L.) A.Haines in Families Huperziaceae and Lycopodiaceae of New England: a Taxonomical and Ecological Reference S. 86 aufgestellt. Weitere Synonyme für Spinulum annotinum (L.) A.Haines sind: Lycopodium dubium Zoëga und Lycopodium pungens (Desv.) Bach.Pyl. ex Iljin.
Die Gattung Spinulum A.Haines wurde 2003 aufgestellt und gehört zur Unterfamilie Lycopodioideae W.H.Wagner & Beitel ex B.Øllg. innerhalb der Familie Lycopodiaceae und enthält nur eine oder bis zu drei Arten.
Je nach Autor gibt es etwa zwei Unterarten:
- Spinulum annotinum (L.) A.Haines subsp. annotinum
- Spinulum annotinum subsp. alpestre (Hartm.) Uotila  (Syn.: Lycopodium annotinum subsp. alpestre (Hartm.) Á.Löve & D.Löve): Sie kommt in Europa in Island, Norwegen, Schweden, Finnland, Russland und auf Färöer vor. Außerhalb Europas gibt es sie auch in Asien und Nordamerika.[3]

## Inhaltsstoffe
Der Sprossende Bärlapp enthält giftige Alkaloide (Lykopodin, Chinolin, Klavatin, Klavatoxin und Annotinin).

## Nutzung
Früher fand der Sprossende Bärlapp Verwendung als Hexen- oder Zauberpflanze, als Aphrodisiakum und galt generell als Heilpflanze und damit von ethnobotanischer Bedeutung.